# CONCACAF Champions League 2019
Die CONCACAF Champions League 2019 war die 11. Spielzeit des wichtigsten Wettbewerbs für Vereinsmannschaften in Nord- und Zentralamerika sowie der Karibik im Fußball unter diesem Namen. Das Turnier begann am 19. Februar und endete am 1. Mai 2019. Titelverteidiger war der mexikanische Verein Deportivo Guadalajara, der sich aber nicht qualifizieren konnte.
Der mexikanische Verein CF Monterrey gewann den Wettbewerb zum vierten Mal durch ein Gesamtergebnis von 2:1 im Finale gegen UANL Tigres und qualifizierte sich damit als Repräsentant der CONCACAF für die FIFA-Klub-Weltmeisterschaft 2019 in Katar. Torschützenkönig wurde der Ecuadorianer Enner Valencia von UANL Tigres mit sieben Toren. Zum besten Spieler des Wettbewerbs wurde der Argentinier Nicolás Sánchez ernannt.

## Modus
An der CONCACAF Champions League 2019 nahmen 16 Mannschaften aus 9 Nationen teil. Der Wettbewerb wurde ausschließlich im K.-o.-System ausgetragen. Angefangen vom Achtelfinale bis einschließlich dem Finale, wurde jede Runde mit Hin- und Rückspiel gespielt. Stand es nach beiden Spielen Unentschieden, wurde die Auswärtstorregel angewendet und konnte dadurch kein Sieger ermittelt werden, kam es zum Elfmeterschießen.

## Teilnehmerfeld
| - Mexiko (Liga MX 2017/18) - UANL Tigres - Santos Laguna - CF Monterrey - Deportivo Toluca - USA (MLS 2017, 2018 / U.S. Open Cup 2017, 2018) - Atlanta United - Sporting Kansas City - Houston Dynamo - New York Red Bulls - Kanada (Canadian Championship 2018) - Toronto FC |  | - Costa Rica (Primera División 2017/18) - CD Saprissa - El Salvador (Primera Divisíon 2017/18) - Alianza FC - Guatemala (Liga Nacional 2017/18) - CD Guastatoya - Honduras (Liga Nacional 2017/18) - CD Motagua - Panama (Liga Panameña de Fútbol 2017/18) - Independiente FC |  | - Zentralamerika (CONCACAF League 2018) - CS Herediano - Karibik (CFU Club Championship 2018) - Atlético Pantoja |

## Achtelfinale
Die Begegnungen wurden am 3. Dezember 2018 ausgelost. Die Hinspiele fanden vom 19. bis zum 21. Februar 2019 statt, die Rückspiele wurden vom 26. bis zum 28. Februar 2019 ausgetragen.
|                      | Gesamt |                    | Hinspiel | Rückspiel |
| -------------------- | ------ | ------------------ | -------- | --------- |
| CD Marathón          | 02:11  | Santos Laguna      | 2:6      | 0:5       |
| Atlético Pantoja     | 0:5    | New York Red Bulls | 0:2      | 0:3       |
| CD Saprissa          | 2:5    | UANL Tigres        | 1:0      | 1:5       |
| CD Guastatoya        | 1:3    | Houston Dynamo     | 0:1      | 1:2       |
| Sporting Kansas City | 5:0    | Deportivo Toluca   | 3:0      | 2:0       |
| Independiente FC     | 5:1    | Toronto FC         | 4:0      | 1:1       |
| CS Herediano         | 3:5    | Atlanta United     | 3:1      | 0:4       |
| Alianza FC           | 0:1    | CF Monterrey       | 0:0      | 0:1       |

## Viertelfinale
Die Hinspiele fanden am 5. und 6. März 2019 statt, die Rückspiele wurden vom 12. bis zum 14. März 2019 ausgetragen.
|                    | Gesamt |                      | Hinspiel | Rückspiel |
| ------------------ | ------ | -------------------- | -------- | --------- |
| New York Red Bulls | 2:6    | Santos Laguna        | 0:2      | 2:4       |
| Houston Dynamo     | 0:3    | UANL Tigres          | 0:2      | 0:1       |
| Independiente FC   | 2:4    | Sporting Kansas City | 2:1      | 0:3       |
| CF Monterrey       | 3:1    | Atlanta United       | 3:0      | 0:1       |

## Halbfinale
Die Hinspiele fanden am 3. und 4. April 2019 statt, die Rückspiele wurden am 10. und 11. April 2019 ausgetragen.
|              | Gesamt |                      | Hinspiel | Rückspiel |
| ------------ | ------ | -------------------- | -------- | --------- |
| UANL Tigres  | 5:3    | Santos Laguna        | 3:0      | 2:3       |
| CF Monterrey | 10:20  | Sporting Kansas City | 5:0      | 5:2       |

## Finale

### Hinspiel
| UANL Tigres                                                                           | UANL Tigres | CF Monterrey | CF Monterrey |
| ------------------------------------------------------------------------------------- | --- | --- | ------------ |
| UANL Tigres                                                                           | \| 23. April 2019 um 21:00 Uhr (CDT) in San Nicolás de los Garza (Estadio Universitario) \| \| Ergebnis: 0:1 (0:1) \| \| Schiedsrichter: John Pitti ( Panama) \| \| Spielbericht \|                                                                            | \| 23. April 2019 um 21:00 Uhr (CDT) in San Nicolás de los Garza (Estadio Universitario) \| \| Ergebnis: 0:1 (0:1) \| \| Schiedsrichter: John Pitti ( Panama) \| \| Spielbericht \| | CF Monterrey |
| UANL Tigres                                                                           | Nahuel Guzmán – Jesús Dueñas, Hugo Ayala, Francisco Meza, Carlos Salcedo – Luis Quiñones, Rafael Carioca, Guido Pizarro, Javier Aquino (59. Jürgen Damm) – Eduardo Vargas (60. André-Pierre Gignac), Enner Valencia Cheftrainer: Ricardo Ferretti ( Brasilien) | Marcelo Barovero – Miguel Layún, Stefan Medina, Nicolás Sánchez, Jesús Gallardo – Carlos Rodríguez (89. Eric Cantú), Celso Ortiz, Dorlan Pabón (88. Leonel Vangioni), Rodolfo Pizarro, Avilés Hurtado (72. Maximiliano Meza) – Rogelio Funes Mori Cheftrainer: Diego Alonso ( Uruguay) | CF Monterrey |
| UANL Tigres                                                                           | 0:1 Sánchez (43.) | | CF Monterrey |
| UANL Tigres                                                                           | Ayala (20.) | Sánchez (14.), Hurtado (33.), Ortiz (58.), Gallardo (90.) | CF Monterrey |
| 23. April 2019 um 21:00 Uhr (CDT) in San Nicolás de los Garza (Estadio Universitario) | | |              |
| Ergebnis: 0:1 (0:1)                                                                   | | |              |
| Schiedsrichter: John Pitti ( Panama)                                                  | | |              |
| Spielbericht                                                                          | | |              |

### Rückspiel
| CF Monterrey                                                        | CF Monterrey | UANL Tigres | UANL Tigres |
| ------------------------------------------------------------------- | --- | --- | ----------- |
| CF Monterrey                                                        | \| 1. Mai 2019 um 21:00 Uhr (CDT) in Guadalupe (Estadio BBVA Bancomer) \| \| Ergebnis: 1:1 (1:0) \| \| Schiedsrichter: Jair Marrufo ( USA) \| \| Spielbericht \| | \| 1. Mai 2019 um 21:00 Uhr (CDT) in Guadalupe (Estadio BBVA Bancomer) \| \| Ergebnis: 1:1 (1:0) \| \| Schiedsrichter: Jair Marrufo ( USA) \| \| Spielbericht \| | UANL Tigres |
| CF Monterrey                                                        | Marcelo Barovero – Miguel Layún, Stefan Medina, Nicolás Sánchez, Jesús Gallardo – Carlos Rodríguez (77. Jonathan González), Celso Ortiz, Dorlan Pabón (83. Maximiliano Meza), Rodolfo Pizarro, Avilés Hurtado (61. César Montes) – Rogelio Funes Mori Cheftrainer: Diego Alonso ( Uruguay) | Nahuel Guzmán – Luis Rodríguez, Hugo Ayala (72. Lucas Zelarayán), Carlos Salcedo, Jesús Dueñas – Luis Quiñones, Guido Pizarro, Rafael Carioca, Jürgen Damm (46. Javier Aquino), Eduardo Vargas (46. André-Pierre Gignac) – Enner Valencia Cheftrainer: Ricardo Ferretti ( Brasilien) | UANL Tigres |
| CF Monterrey                                                        | 1:0 Sánchez (26., Elfmeter) | 1:1 Gignac (85.) | UANL Tigres |
| CF Monterrey                                                        | Layún (43.), Medina (48.), Montes (90.+1') | Carioca (42.), Quiñones (45.+2'), Salcedo (90.+3') | UANL Tigres |
| 1. Mai 2019 um 21:00 Uhr (CDT) in Guadalupe (Estadio BBVA Bancomer) | | |             |
| Ergebnis: 1:1 (1:0)                                                 | | |             |
| Schiedsrichter: Jair Marrufo ( USA)                                 | | |             |
| Spielbericht                                                        | | |             |